# Diego López de Haro y Sotomayor (-1648)
Diego López de Haro y Sotomayor (también Diego de Haro y Sotomayor) (Córdoba, ¿?-Madrid, 12 de agosto de 1648), V marqués del Carpio fue un noble español, cuñado del conde-duque de Olivares y padre de Luis de Haro, sucesivos validos de Felipe IV.

## Biografía
Fue hijo de Luis Méndez de Haro y Sotomayor y su esposa, Beatriz de Haro y Sotomayor, IV marquesa del Carpio. Tuvo un hermano García de Avellaneda y Haro que contraería María de Avellaneda Enríquez de Portocarrero, II condesa de Castrillo; que llegaría a ser presidente del Consejo de Indias.
Su padre llegaría a ser asistente de Sevilla entre 1609 y 1613.
El 3 de enero de 1602 contrajo matrimonio con Francisca de Guzmán, hija de Enrique de Guzmán, III conde de Olivares. El matrimonio se produjo en el Palacio Real de Valladolid, por estar por entonces asentada en esta ciudad la corte de España.El matrimonio tendría al menos los siguientes vástagos:
- Luis Méndez de Haro (1603-1661), VI marqués del Carpio y sucesor de su tío materno el conde-duque de Olivares en el valimiento de Felipe IV.

- Enrique de Haro y Guzmán (1604-1626), cardenal[4] y canónigo de las catedrales de Toledo y Sevilla.[5]

En 1607 tras la muerte de su madre, heredó los estados de esta y se convirtió en V marqués del Carpio. Fue también caballero de la Orden de Calatrava. El 15 de julio de 1621 fue nombrado gentilhombre de cámara de Felipe IV.
Hacia 1631 la ciudad de Córdoba y su catedral le pusieron pleito a Diego, por la alcaidía perpetua de los Alcázares y murallas de esa ciudad.
Quedó viudo en 1642. Al año siguiente tras la desgracia de su cuñado el Conde-duque, le sucedió como caballerizo mayor de Felipe IV.
Felipe IV concedería a Diego López de Haro la grandeza de España el 10 de mayo de 1640 en su título del marquesado del Carpio.
Murió el 12 de agosto de 1648. Su cuerpo fue depositado en el Noviciado de San Ignacio en Madrid.